# Associació Uruguaiana de Futbol
El futbol uruguaià és dirigit per l'Associació Uruguaiana de Futbol (AUF) (en espanyol: Asociación Uruguaya de Fútbol). Fundada el 30 de març del 1900, és membre de la FIFA des del 1923 i és membre fundadora de la CONMEBOL, que establí el 1916 juntament amb les seves homòlogues de l'Argentina, el Brasil i Xile.
Té a càrrec seu la selecció de futbol de l'Uruguai i organitza el Campionat uruguaià de futbol.